# Liste der Baudenkmäler in Neustadt am Kulm
Auf dieser Seite sind die Baudenkmäler in der Oberpfälzer Stadt Neustadt am Kulm zusammengestellt. Diese Tabelle ist eine Teilliste der Liste der Baudenkmäler in Bayern. Grundlage ist die Bayerische Denkmalliste, die auf Basis des Bayerischen Denkmalschutzgesetzes vom 1. Oktober 1973 erstmals erstellt wurde und seither durch das Bayerische Landesamt für Denkmalpflege geführt wird. Die folgenden Angaben ersetzen nicht die rechtsverbindliche Auskunft der Denkmalschutzbehörde.

## Ensembles

### Ensemble Altstadt Neustadt am Kulm
In längsrechteckigem Umriss erstreckt sich die 1370 gegründete Stadt auf einem Höhenrücken zwischen dem Rauhen Kulm im Osten und dem Kleinen Kulm im Westen, geschützt von einer teilweise erhaltenen Stadtmauer mit Ober- und Untertor sowie den Burgen auf beiden Kulmen, ehe diese 1554 erobert und geschleift wurden. Der Grundriss zeigt noch exakt die mittelalterliche Stadtplanung, bei der sich die Ummauerung und die Umgrenzung des Stadtplatzes in Rechteckformen entsprechen. Da der Stadtplatz allerdings aus der Mittelachse mehr nach Norden gerückt ist, wurde zur Erschließung des breiteren Südteiles im sogenannten Leitersprossen-System eine Parallelstraße mit vier verbindenden Quergassen eingezogen. Die Einzelgrundstücke der überwiegenden Ackerbürgeranwesen sind lange Parzellen, zu deren rückwärtigen Ökonomiegebäuden vom Stadtplatz her Durchfahrten durch die Wohngebäude führen und deren Scheunen zwischen 1833 und 1850 als Zubauten an die Innenseite der Stadtmauer angesetzt wurden. Auch eine Vorstadtbebauung östlich vom Unteren Tor ist seit 1501 nachweisbar. Die Geschlossenheit im Inneren wirkt wegen der Höhenlage auch für den Fernblick, besonders von Norden, wo sich über dem behäbig in der Ebene liegenden Pfarrort Mockersdorf die Stadt mit einer einheitlichen Firstlinie von Ost nach West erhebt, einzig überragt von der Kirchturmspitze der evangelisch-lutherischen Stadtpfarrkirche. Diese war 1414 als Karmeliterklosterkirche abseits vom Getriebe des Stadtplatzes erbaut und seit Einführung der Reformation durch die brandenburgische Herrschaft 1527 als evangelische Stadtpfarrkirche verwendet worden. Vor 1414 befand sich keine größere Kirche in der Stadt, da die Seelsorge von der Urpfarrei Mockersdorf betreut wurde, einer der nicht seltenen Ökonomie-Pfarreien, die auf freiem Feld gegründet worden waren und zum Schutz eine wehrhafte Kirche oder wenigstens einen wehrhaften Kirchturm erhalten hatten. Die Stadtbrände von 1531, 1633, 1699, 1833, 1846 und die Bombardierung vom 19. April 1945 haben den mittelalterlichen Baubestand dezimiert, so dass die Bausubstanz fast nirgends über das 17. Jahrhundert zurückreicht, vielmehr meist aus der Zeit nach 1833 stammt und damit dem einheitlichen Konzept für eine zweigeschossige Traufseitbauweise in seltener Konsequenz zum Durchbruch verholfen hat. Einige Fassaden vom Ende des 18. Jahrhunderts erinnern an eine bauliche Zwischenblüte, welche durch den Übergang der Herrschaft an Preußen 1791 und eine damit verbundene Ämterkonzentrierung in der Stadt hervorgerufen worden war, die aber nur bis 1803 dauerte, da nach Verlust dieser Ämter ein wirtschaftlich-baulicher Stillstand eintrat. Aktennummer: E-3-74-140-1.

## Stadtbefestigung
| Lage       | Objekt           | Beschreibung | Akten-Nr.    | Bild |
| ---------- | ---------------- | --- | ------------ | ---- |
| (Standort) | Stadtbefestigung | Ehem. Stadtbefestigung, Ende 14. Jh. errichtet, nach 1430 verstärkt (die beiden Tortürme an den Enden des Straßenmarktes sowie das Neutor am Ortsausgang Richtung Eschenbach sind abgebrochen); Reste der Ringmauer im Osten bei Marktplatz 1 bis 7 sowie Holleslohe 1 bis 9, im Süden unterhalb der Kirchgasse sowie zwischen Neues Tor 6 und Pfarrgasse 18, im Osten zwischen Pfarrgasse 18 und Pfarrgasse 4 sowie bei Stärkeberg 6 und Kleiner Kulm 21, im Norden Mauer fragmentarisch erhalten nördlich von Marktplatz 50 bis 56, 38 und 40, nördlich Marktplatz 14 bis 24 sowie nördlich Marktplatz 6 bis 10, Bruchsteinmauerwerk, z. T. Quader, im Mauerwerk wird oft eine charakteristische Fugenschichtung aus jeweils horizontalen Lagen von Großquadern und zwischengelegten kleinen Lesesteinen erkennbar, an mehreren Stellen mit Scheunen überbaut, Reste von kurvierten Schalentürmen bei Kirchgasse 12 sowie Pfarrgasse 18. | D-3-74-140-1 | BW   |

## Baudenkmäler nach Ortsteilen

### Neustadt
| Lage                                                             | Objekt                                                                                              | Beschreibung | Akten-Nr.     | Bild |
| ---------------------------------------------------------------- | --------------------------------------------------------------------------------------------------- | --- | ------------- | --- |
| Holleslohe 1 (Standort)                                          | Ackerbürgerhaus                                                                                     | Traufseitbau mit stichbogiger Durchfahrt, Strahlentor, Steinfenstergewände, um Mitte 19. Jahrhundert, Schieferdeckung mit Stehgauben nach 1900 | D-3-74-140-50 | BW |
| Kirchgasse 5 (Standort)                                          | Wohnhaus                                                                                            | Walmdachbau, um 1840 | D-3-74-140-62 | BW |
| Kirchgasse 5 (Standort)                                          | Zugehörige Scheune                                                                                  | Sandsteinmauerwerk, 19. Jahrhundert | D-3-74-140-37 | Zugehörige Scheune |
| Kirchgasse 18 (Standort)                                         | Zugehöriges Teilstück der Stadtmauer                                                                | Im Kern 15. Jahrhundert | D-3-74-140-57 | BW |
| Marktplatz 1 (Standort)                                          | Ehemaliges Gasthaus                                                                                 | Walmdachbau mit verputzter Sandsteinfassade, mit Zierformen und Betonung der Mittelachse, Mitte 18. Jahrhundert Zugehöriges Teilstück der Stadtmauer, im Kern 15. Jahrhundert; einbezogen in östliche Scheune | D-3-74-140-52 | Ehemaliges Gasthaus |
| Marktplatz 12 (Standort)                                         | Traufseithaus                                                                                       | Mit Lisenengliederung und Strahlentor, nach 1833, im Kern älter | D-3-74-140-19 | Traufseithaus |
| Marktplatz 14 (Standort)                                         | Zugehöriges Reststück der Stadtmauer                                                                | Im Kern 15. Jahrhundert, mit nachträglich eingesetztem Sterntor, wohl 19. Jahrhundert | D-3-74-140-18 | BW |
| Marktplatz 15; Marktplatz 17; Marktplatz 19 (Standort)           | Zugehörige südliche Scheune                                                                         | Auf Teilstück der Stadtmauer, im Kern 15. Jahrhundert, Scheunenbau um Mitte 19. Jahrhundert | D-3-74-140-44 | BW |
| Marktplatz 16 (Standort)                                         | Traufseithaus                                                                                       | Sandsteinquaderfassade mit betonter Mittelachse, nach 1833, im Kern älter | D-3-74-140-17 | Traufseithaus |
| Marktplatz 18 (Standort)                                         | Ackerbürgerhaus                                                                                     | Dreiachsige Sandsteinquaderfassade mit Toreinfahrt, um 1833, im Kern älter | D-3-74-140-16 | BW |
| Marktplatz 19 (Standort)                                         | Ackerbürgeranwesen                                                                                  | Sandsteinfassade mit stichbogiger Durchfahrt und kassettierten Holztoren, um Mitte 19. Jahrhundert, einheitliche Traufseitfront mit dem Nachbaranwesen Nr. 21 Südlich Stallung, um Mitte 19. Jahrhundert Scheune auf Teilstück der Stadtmauer, im Kern 15. Jahrhundert, Schieferdeckung mit Stehgauben, Anfang 20. Jahrhundert | D-3-74-140-43 | Ackerbürgeranwesen |
| Marktplatz 21 (Standort)                                         | Ackerbürgeranwesen                                                                                  | Sandsteinquaderfassade mit stichbogiger Durchfahrt und kassettierten Holztoren, um Mitte 19. Jahrhundert, einheitliche Traufseitfront mit dem Nachbaranwesen Nr. 19 Südlich Stallung, Mitte 19. Jahrhundert Scheune auf Teilstück der Stadtmauer, im Kern 15. Jahrhundert                                                      | D-3-74-140-42 | Ackerbürgeranwesen |
| Marktplatz 22 (Standort)                                         | Traufseithaus                                                                                       | Fassade aus Sandsteinquadern mit Zierformen, 1833, im Kern 17. Jahrhundert, Dachstuhl bezeichnet „1833“, Schieferdeckung mit fünf Stehgauben um 1920 | D-3-74-140-15 | Traufseithaus |
| Marktplatz 28 (Standort)                                         | Gasthof Zur Sonne                                                                                   | Sandsteinquaderfassade mit betonter Mittelachse, um 1800; Wirtshausausleger | D-3-74-140-13 | BW |
| Marktplatz 29 (Standort)                                         | Schmiedeeisernes Wirtshausschild                                                                    | 19. Jahrhundert | D-3-74-140-39 | BW |
| Marktplatz 30 (Standort)                                         | Traufseithaus                                                                                       | Mit Einfahrtstor, im Kern wohl 18. Jahrhundert, Sandsteinquaderfassade nach 1800 | D-3-74-140-12 | BW |
| Marktplatz 42 (Standort)                                         | Ackerbürgerhaus                                                                                     | Sandsteinfassade mit Durchfahrt und Strahlentor, nach 1833 | D-3-74-140-21 | Ackerbürgerhaus |
| Marktplatz 42 (Standort)                                         | Traufseithaus                                                                                       | Verputzt mit Zierformen in Sandstein, Strahlentor, Ende 18. Jahrhundert, Schieferdach mit Stehgauben, erstes Viertel 20. Jahrhundert | D-3-74-140-10 | BW |
| Marktplatz 44 (Standort)                                         | Traufseithaus                                                                                       | Verputzbau, Fenster mit gefasten Rahmungen, im Kern wohl 16. Jahrhundert | D-3-74-140-9  | Traufseithaus |
| Marktplatz 54 (Standort)                                         | Wohnhaus                                                                                            | Mit traufseitigem Mansarddach, Sandsteinquaderfassade, Mittelrisalit über Torbogen und Gliederungszierformen, nach 1800 | D-3-74-140-8  | BW |
| Marktplatz 58 (Standort)                                         | Ehemaliges Burggut                                                                                  | Traufseitbau mit zwei Wappen, eines davon bezeichnet „1470“, in der zweiten Hälfte 19. Jahrhundert überformt Reststück der Stadtmauer, im Kern 15. Jahrhundert; nördlich | D-3-74-140-6  | BW |
| Marktplatz 61 (Standort)                                         | Wohnhaus                                                                                            | Tür und Fenster mit geohrten und profilierten Rahmungen, im Kern zweite Hälfte 18. Jahrhundert | D-3-74-140-36 | Wohnhaus |
| Marktplatz 69 (Standort)                                         | Ackerbürgerwohnhaus                                                                                 | Sandsteinquaderfassade mit stichbogiger Durchfahrt und Strahlentor, um Mitte 19. Jahrhundert | D-3-74-140-35 | BW |
| Neues Tor 5 (Standort)                                           | l Evangelisch-lutherische Stadtpfarrkirche, vor 1527 Karmeliterklosterkirche Heilige Dreifaltigkeit | Im Kern spätgotischer Bau, Chor und Turmuntergeschoss 1414/1415, Langhausdecke ab 1708 neugestaltet und stuckiert von Bernhard Quadri, Turmoberteil nach Brand 1846 wiederhergestellt; mit Ausstattung | D-3-74-140-64 | weitere Bilder |
| Pfarrgasse 1 (Standort)                                          | Traufseithaus                                                                                       | Sandsteinquaderfassade 18./19. Jahrhundert | D-3-74-140-66 | BW |
| Pfarrgasse 6 (Standort)                                          | Ehemaliges Wirtshaus                                                                                | Sandsteinquaderbau mit Walmdach und Zierformen, im Obergeschoss Fensterrahmungen mit Schürzen, um 1800 | D-3-74-140-28 | BW |
| Pfarrgasse 20 (Standort)                                         | Evangelisch-lutherisches Pfarrhaus                                                                  | Sandsteinquaderbau mit Walmdach, im Obergeschoss Fensterrahmungen mit Schürzen wohl Ende 18. Jahrhundert, im Kern wohl Mitte 17. Jahrhundert Teilstücke der Stadtmauer, im Kern 15. Jahrhundert | D-3-74-140-34 | BW |
| Sandberg 1 (auf dem Sandberg am Fuß des Rauhen Kulms) (Standort) | Gasthaus                                                                                            | Um 1810, aufgestockt Zugehörig Fest-Rondell der Wilhelmine von Bayreuth, drei Sandsteinpostamente, Mitte 18. Jahrhundert | D-3-74-140-67 | [[Vorlage:Bilderwunsch/code!/C:49.82666,11.84331!/D:Sandberg 1 (auf dem Sandberg am Fuß des Rauhen Kulms), Gasthaus!/\|BW]] |
| Tremauer Weg 3 (Standort)                                        | Evangelisch-lutherische Friedhofkirche                                                              | Walmdachbau mit Dachreiter, bezeichnet „1723“; mit Ausstattung | D-3-74-140-63 | BW |
| Unteres Tor 10 (Standort)                                        | Traufseithaus                                                                                       | Sandsteinquaderfassade mit Schmuckformen, wohl 18./19. Jahrhundert Reststück der Stadtmauer, im Kern 15. Jahrhundert; nördlich | D-3-74-140-22 | Traufseithaus |
| Vorstadt 6 (Standort)                                            | Gasthof                                                                                             | Walmdachbau, um Mitte 19. Jahrhundert | D-3-74-140-27 | Gasthof |
| Vorstadt 10 (Standort)                                           | Betriebsgebäude                                                                                     | Quaderbau aus rotem Sandstein mit Zierformen an der Fassade, um 1850 | D-3-74-140-26 | BW |
| Vorstadt 11 (Standort)                                           | Wohnstallhaus                                                                                       | Mit Satteldach und stichbogigem Steintürgewände, bezeichnet „1752“ | D-3-74-140-25 | BW |

### Baumgartenhof
| Lage               | Objekt   | Beschreibung                                                                     | Akten-Nr.     | Bild |
| ------------------ | -------- | -------------------------------------------------------------------------------- | ------------- | ---- |
| Baumgartenhof 2 () | Wegkreuz | Gusseisenkruzifix mit Muttergottes auf hohem Granitsockel. bezeichnet mit "1892" | D-3-74-140-80 |      |

### Filchendorf
| Lage                      | Objekt             | Beschreibung                                                                                               | Akten-Nr.     | Bild |
| ------------------------- | ------------------ | --- | ------------- | ---- |
| Hauptstraße 24 (Standort) | Ehemalige Mühle    | Wohnstallbau, in spätbarocken Formen mit Steingewänden, Walmdach und gewölbtem Stall, bezeichnet „1807“    | D-3-74-140-71 | BW   |
| Hauptstraße 27 (Standort) | Gasthof            | In nachbarocken Formen mit abgewalmtem Dach, bezeichnet „1853“ Gewölbte Ställe                             | D-3-74-140-70 | BW   |
| Schloßgasse 2 (Standort)  | Ehemaliges Schloss | Satteldachbau, im Wappenstein über der Tür bezeichnet „1626“, an den Giebelseiten gefaste Fensterrahmungen | D-3-74-140-69 | BW   |

### Mockersdorf
| Lage                                                 | Objekt                                           | Beschreibung | Akten-Nr.     | Bild           |
| ---------------------------------------------------- | ------------------------------------------------ | --- | ------------- | -------------- |
| Mockersdorf 13 (Standort)                            | Wegkreuz                                         | Gusseisenkruzifix mit Muttergottes auf Granitsockel, um 1900 | D-3-74-140-74 | BW             |
| Mockersdorf 7 (Standort)                             | Katholischer Pfarrhof und ehemaliger Zehntkasten | Mit hohem Halbwalmdach, angebautem Quertrakt und Ökonomiehof, im Kern spätes 15. Jahrhundert, im 18./19. Jahrhundert umgestaltet, mit Wappentafel der Oberndorfer Gegenüber zugehöriger Felsenkeller mit Quellfassung               | D-3-74-140-73 | BW             |
| Mockersdorf 9 (Standort)                             | Katholische Pfarrkirche St. Michael              | Langhaussaalbau ab 1738 von Johann Lösch errichtet, Turm von einer mittelalterlichen Chorturmkirche; mit Ausstattung Gruftkapelle der Familie von Künsberg, neugotisch, bezeichnet „1855“; im Friedhof nordwestlich der Pfarrkirche | D-3-74-140-72 | weitere Bilder |
| Am westlichen Ortsausgang Richtung Tremau (Standort) | Kruzifix                                         | Gusseisen auf Steinsockel, Ende 19. Jahrhundert | D-3-74-140-75 | BW             |

## Ehemalige Baudenkmäler
In diesem Abschnitt sind Objekte aufgeführt, die früher einmal in der Denkmalliste eingetragen waren, jetzt aber nicht mehr. Objekte, die in anderem Zusammenhang also z. B. als Teil eines Baudenkmals weiter eingetragen sind, sollen hier nicht aufgeführt werden. Aktennummern in diesem Abschnitt sind ehemalige, jetzt nicht mehr gültige Aktennummern.

| Lage                                                                         | Objekt                                              | Beschreibung | Akten-Nr.     | Bild |
| ---------------------------------------------------------------------------- | --------------------------------------------------- | --- | ------------- | --- |
| Neustadt Marktplatz 10 (Standort)                                            | Torflügel                                           | Wohl Ende 18. Jahrhundert                                                                                                  | D-3-74-140-20 | BW |
| Neustadt Marktplatz 13 (Standort)                                            | Ausgebautes Steintürgewände, jetzt als Gartenportal | Bezeichnet „1784“ | D-3-74-140-68 | BW |
| Neustadt Marktplatz 26 (Standort)                                            | Ackerbürgerhaus                                     | Verputzter Traufseitbau, Keilstein bezeichnet „1795“, Strahlentor, Schieferdeckung mit Stehgauben nach 1900                | D-3-74-140-14 | BW |
| Neustadt Marktplatz 32 (an der Fassade des ehemaligen Zollhauses) (Standort) | Kleiner Wappenstein                                 | | D-3-74-140-11 | [[Vorlage:Bilderwunsch/code!/C:49.82649,11.8356!/D:Marktplatz 32 (an der Fassade des ehemaligen Zollhauses), Kleiner Wappenstein!/\|BW]] |
| Neustadt Marktplatz 39 (Standort)                                            | Wappenstein                                         | Zur Erinnerung an die Stadtsiegelverleihung 1581, um 1920, vom ehemaligen Unteren Stadttor                                 | D-3-74-140-38 | BW |
| Neustadt Sandberg; Wehaer Weg, am Fuße des Rauhen Kulms ()                   | Burgruine                                           | Errichtet 14. Jahrhundert, geschleift 1554, geringe Mauerreste; Reststücke eines Ringwalles, wohl keltische Steinschüttung | D-3-74-140-2  | |